# Jarosław Dąbrowski
Jarosław Dąbrowski (13. listopadu 1836, Žytomyr – 23. května 1871, Paříž), byl polský levicový nacionalista, bojovník za vznik nezávislého Polska a hlavní osobnost Pařížské komuny. Během života používal pseudonymy "Żądło" (žihadlo) a "Łokietek" (prcek).

## Život
Otec se jmenoval Wiktor Żądło-Dąbrowski z Dąbrówky, matka Zofia roz. Falkenhagen-Záleská. Pocházel ze šlechtického rodu Radwanů. V roce 1845 (ve věku devíti let) vstoupil do důstojnické školy ruské carské armády v Brestu Litevském, kde studoval následujících 8 let. Dále pokračoval (v letech 1859-1861) na Mikulášské akademii Generálního štábu v Petrohradě, kde získal hodnost štábního kapitána.
Roku 1862 se tento carský důstojník stal vůdcem tzv. městského výboru (Komitet Miejski) Varšavy – tajné organizace radikálních demokratů operující během Lednového povstání. Z této pozice se podílel na vzniku „Ústředního národního výboru“ (Komitet Centralny Narodowy, KCN), předchůdce polské protiruské ilegální vlády. Po vzoru Giuseppe Garibaldiho Dąbrowski prosazoval koncept bleskové a razantní revoluce a odstranění ruské nadvlády nad Polskem. Pokus o puč ovšem nevyšel, mnoho Dąbrowského spolubojovníků padlo při střetech, anebo bylo odsouzeno k hrdelním trestům. Samotný Dąbrowski byl dva roky vězněn ve Varšavě, následně odsouzen k 15 letům nucených prací na Sibiři, dokázal ovšem uniknout a od roku 1865 pobýval v pařížském exilu.
Zde bojoval po pádu monarchie nejprve proti pruským vojskům a posléze jako vojenský velitel Pařížské komuny i proti vojskům francouzským. 23. května 1871 utrpěl zranění při obraně barikád, následkem kterých téhož dne zemřel.
Je pochován na hřbitově Père-Lachaise v Paříži.

## Odkaz
Stal se jedním z polských národních hrdinů, především pro levicovou část politického spektra. Během španělské občanské války nesla 13. mezinárodní brigáda (složená z Poláků, Ukrajinců, Bělorusů a Litevců) a rovněž jeden z jejích praporů jeho jméno (XIII Brygada Międzynarodowa im. Jarosława Dąbrowskiego). Vyzdvihován byl, díky svému angažmá na straně revoluce, i za časů polské Třetí (komunistické) republiky a dokonce i v sousední NDR nesl v letech 1962–88 jeden raketový pluk protiletecké obrany, dislokovaný poblíž saského Kamence, jeho jméno (Fla-Raketenregiment 31 „Jaroslaw Dombrowski“). Od roku 1951 pak je po něm pojmenována Vojenská technická akademie ve Varšavě (Wojskowa Akademia Techniczna im. Jarosława Dąbrowskiego).

## Fotogalerie

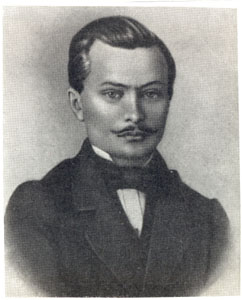
Jarosław Dąbrowski
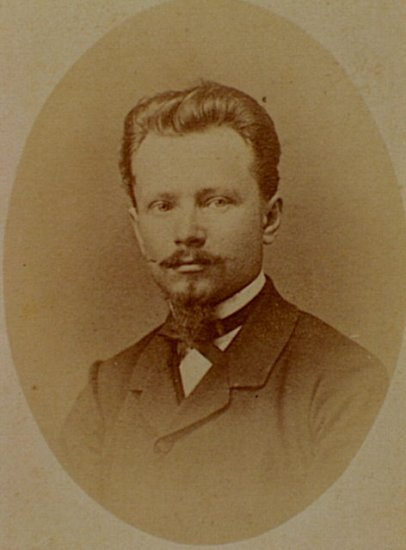
Jarosław Dąbrowski
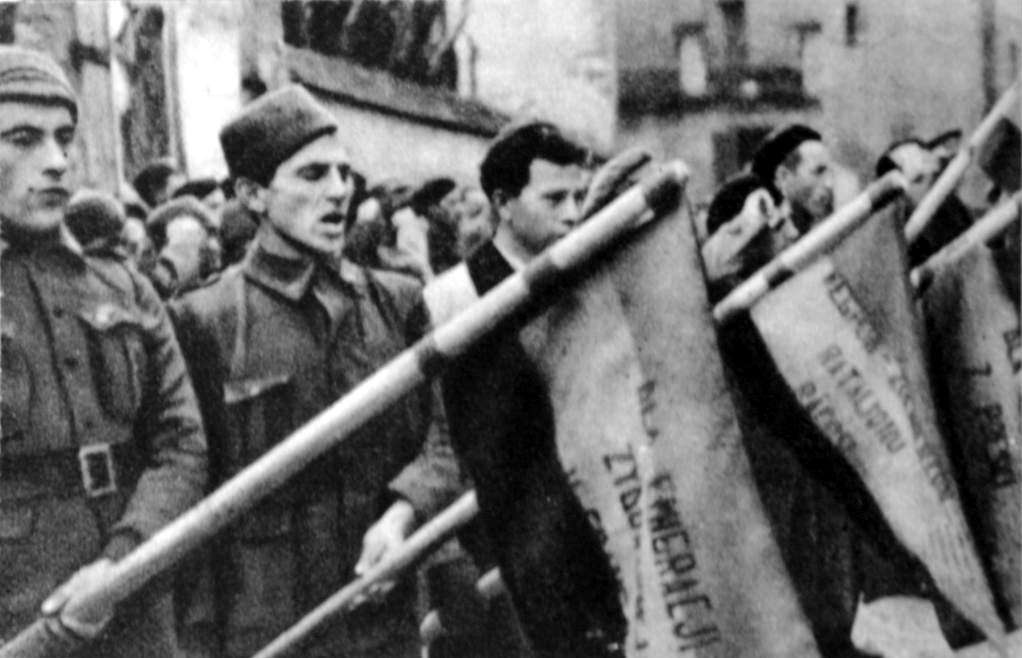
Republikánské jednotky během občanské války ve Španělsku, bojující jménem Jarosława Dąbrowského.